# Pavián čakma

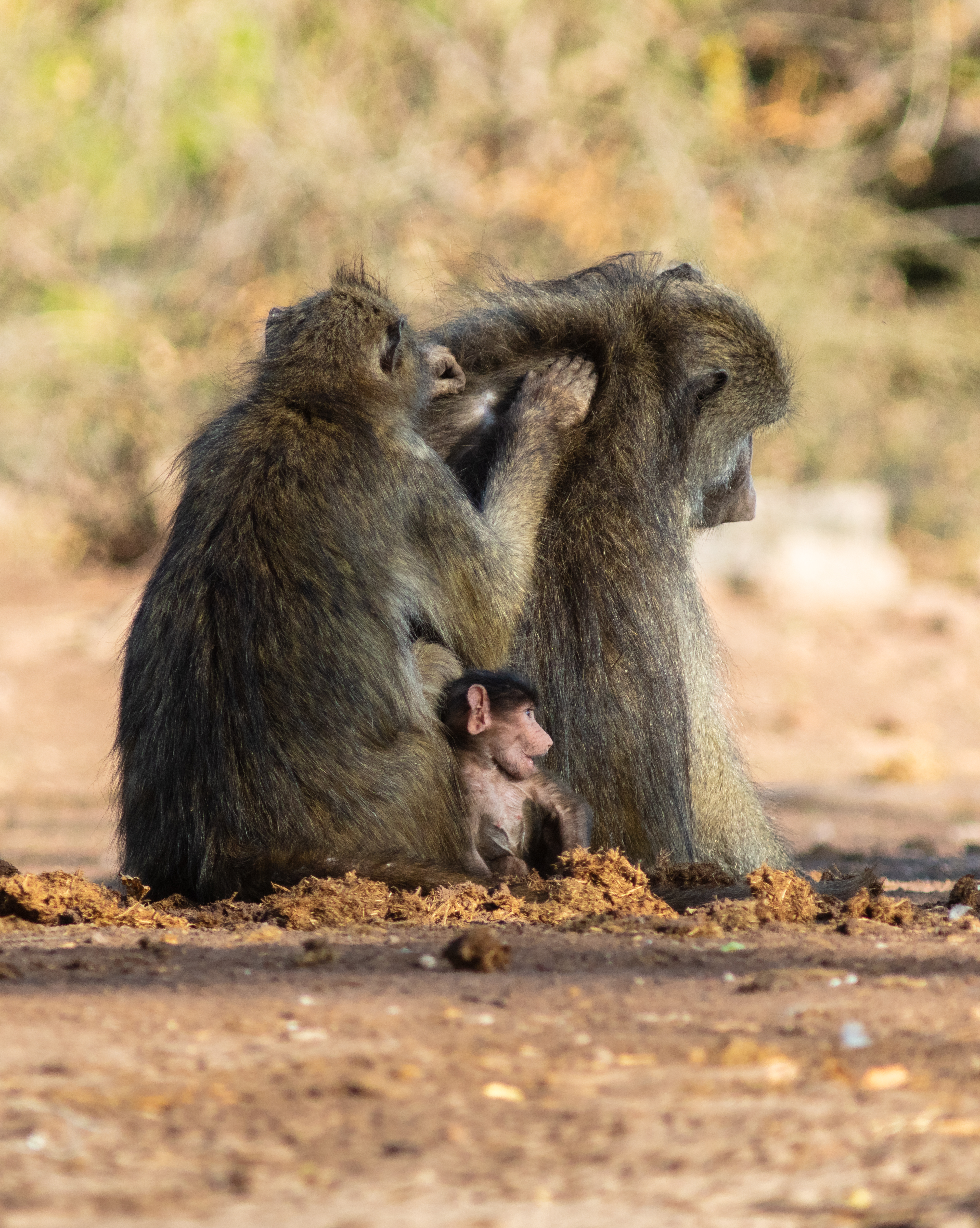
Rodina paviánů

Pavián čakma (Papio ursinus) (angl. Chacma Baboon) je úzkonosý primát z čeledi kočkodanovití. Má tři poddruhy. Žije v Angole, Botswaně, Zambii, Mosambiku, Zimbabwe, Namibii, Lesothu, Svazijsku a Jihoafrické republice. Obývá savany a lesostepi. Dávají přednost členité krajině se skalními oblastmi.

## Popis
Délka těla u dospělého jedince dosahuje 60 – 120 cm a délka ocasu 46 – 70 cm. Hmotnost u samců je 30 – 50 kg a samic kolem 20 kg. Populace z pouště Kalahari je menšího vzrůstu a hmotnosti než ostatní. Nos tohoto druhu je dlouhý s dobře vyznačeným čelním hrbolem. V týle a na krku tvoří prodloužená srst jakousi hřívu nebo chochol. Ocas je „zlomený“ jako u většiny paviánů. Sedací hrboly mají malé. Jsou pokrytí šedě olivovou až hnědě olivovou srstí. Kůže na obličeji a v oblasti genitálií je černo červená.. Samci mají větší špičáky a nadočnicové oblouky. Dospělý jedinec má 32 zubů.

## Stravování
Svou potravou se řadí mezi všežravce. Jedí oddenky, traviny, kořínky, hlízy, vejce, hmyz a menší obratlovce. S oblibou konzumují plody kigélie, fíkovníků a akácii.

## Život v tlupě
Vytvářejí početné skupiny mnoha samců a samic i s 80 jedinci, ojediněle však i skupinu tvořenou pouze jedním samcem se samicemi a potomstvem. Po vyčerpání potravních zdrojů dochází k přesunu. Přes noc hledají útočiště na stromech, skaliskách nebo jiných vyvýšeninách. Mladší samci drží v noci stráž před predátory. Po zemi se pohybují po čtyřech končetinách.
V tlupě má každý jedinec své přesné postavení. Na vrcholu hierarchie je statný samec, jemuž je podřízeno několik dospělých samců, kteří stádo chrání a v případě potřeby mohou nahradit vedoucího samce. Na dalším stupni stojí samice s mláďaty, nejníže pak jsou „výrostci“. Samice které jsou v říji mají zvláštní postavení a doprovázejí dospělé samce. Všichni samci v průběhu puberty opouštějí rodnou tlupu a hledají své uplatnění v okolních skupinách. Dochází pak k nespočetným bojům o samice, kdy vítěz má právo na páření. Potyčky mohou vést i k usmrcení zvířete. Rodinný vztah ve skupině je matrilineární, samice zůstávají v rodné tlupě. Paviáni čakmy mají též širokou paletu komunikačních kanálů. Hlavní komunikace mezi jedinci je vizuální, např. upřený pohled, vyceňování zubů, vystavování pohlavních orgánů a štěkavým křik k odhánění dravců. K projevům hmatové komunikace patří vzájemná péče o srst, dotýkání se nosy nebo nošení mláďat. Významnou roli představuje i fyzický kontakt při zápasech o samice, ale i kousání samic při udržování sociálních vztahů. Akustická komunikace se skládá z různého vřískání, štěkání a pištění. Chemická komunikace se projevuje především v průběhu říje.

## Rozmnožování
Samice se během říje, která trvá 30 až 35 dnů, páří s jedním nebo více samci. Po 175 až 180 dnech se rodí většinou jedno mládě s růžovou pokožkou a černou srstí, váží asi 1 kg, je zcela závislé na matce do doby, než začne přecházet na běžnou stravu a než se začne pohybovat samo. Odstavena od mateřského mléka bývají mláďata po 14 měsících od narození. Délka intervalů mezi porody je průměrně 18 až 24 měsíců. O mláďata pečují hlavně matky, což spočívá nejen v opatřování potravy, ale i v ošetřování, péči o srst, přenášení, hrách a zábavě. Otcové chrání své potomstvo, zásobují je stravou, úlovky, hrají si s dětmi a pomáhají s jejich transportem při přesunu tlupy. Samice, která přijde o mládě, je rychle připravena k dalšímu páření. U tohoto druhu je vysoká úmrtnost mláďat, způsobená specifickým chováním, jako zabíjení mláďat při stresových situacích nebo mláďat jiného samce za účelem získání jeho samic.
Mezi potenciální predátory patří lvi, levharti a lidé. Pavián čakma se ve volné přírodě dožívá průměrně okolo 30 a v zajetí okolo 45 let. Ohrožení paviána čakmy není vysoké, ale v jistých oblastech, jako je například Kapsko, ubývá přirozených míst výskytu. Dochází pak k synantropnímu způsobu života, kdy často přebírají lidský odpad. Paviáni vybírající odpadky hájí své zdroje potravy, což může vyústit v napadení člověka. Tento fakt bývá řešen vybíjením paviánů v blízkosti lidských aglomerací.

## Poddruhy
Druh pavián čakma se dělí na tři poddruhy:
- Papio ursinus ursinus Kerr, 1792 – obývá jižní a jihozápadní část Jihoafrické republiky. Je velký, těžký, tmavě hnědý pavián, spodní části obou párů končetin má černé barvy.
- Papio ursinus griseipes Pocock, 1911 – obývá sever Jihoafrické republiky, Mosambik, Zimbabwe a jižní Zambii. Je o trochu menší než kapský čakma, hnědá barva je světlejší, ale stále tmavá a sytá, spodní části obou párů končetin má šedé barvy.
- Papio ursinus ruacana Shortridge, 1942 – obývá Namibii a jižní Angolu. Je nejmenším z tohoto druhu. Barevný vzor je stejný jako u kapského čakmy, jen je výrazně světlejší.

## Známí jedinci

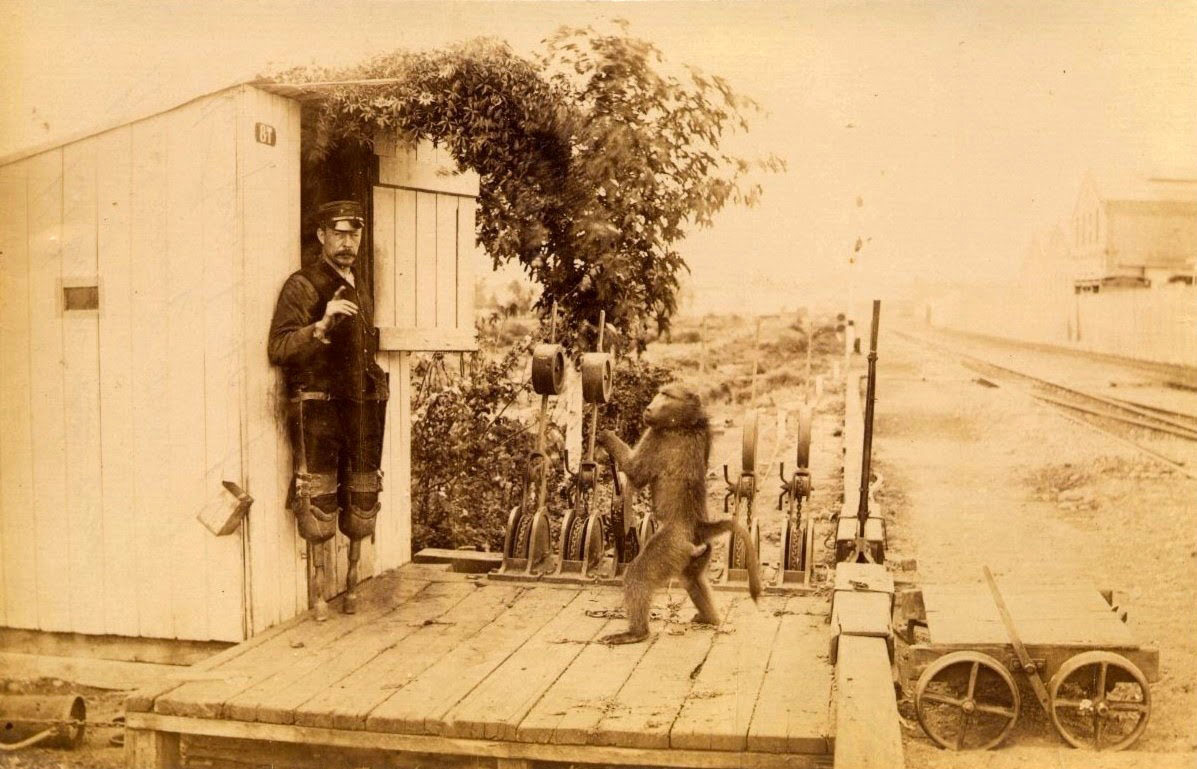
Jack - asistent signalisty

- Jack († 1890), asistent signalisty